# 와일드 타겟
《와일드 타겟》(영어: Wild Target)은 영국과 프랑스에서 제작된 조너선 린 감독의 2010년 블랙 코미디 영화이다. 빌 나이, 에밀리 블런트, 루퍼트 그린트, 아일린 앳킨스, 루퍼트 에버릿, 마틴 프리먼 등이 출연하였고, 마틴 포프 등이 제작에 참여하였다.

## 줄거리
천재 사기꾼 로즈는 친구 제리가 그린 렘브란트 위조품을 백만장자 퍼거슨에게 90만 파운드에 판다. 그림이 가짜라는 걸 알게 된 퍼거슨은 암살자 가문의 빅터에게 로즈를 처리해달라고 의뢰한다. 그러나 빅터는 로즈를 죽이는 대신 사랑에 빠지고 만다.

## 출연
- 빌 나이 - 빅터 메이너드 역
- 에밀리 블런트 - 로즈 역
- 루퍼트 그린트 - 토니 역
- 아일린 앳킨스 - 루이자 메이너드 역
- 루퍼트 에버릿 - 퍼거슨 역
- 마틴 프리먼 - 헥터 딕슨 역
- 그레거 피셔 - 마이크 역
- 제프 벨 - 페이비언 역
- 로리 키니어 - 제리 베일리 역
- 덩컨 더프
- 에이드리언 실러

## 기타 제작진
- 라인 제작: 줄리아 밸런타인
- 보조 제작: 대릴 슈트
- 배역: 캐런 린지스튜어트
- 미술: 캐럴라인 그레빌모리스, 짐 글렌
- 세트: 게라인트 파월
- 의상: 시나 네이피어